# Allen Klein
Allen B. Klein (Newark, 1931. december 18. - New York, 2009. július 4.) amerikai üzletember, tehetségkutató ügynök, és lemezkiadó, aki kemény egyéniségéről és etikátlan ügyleteiről is híres-hírhedtté vált. 1961-ben ő alapította a ABKCO Music & Records Incorporated lemezkiadót. Mint a The Rolling Stones menedzsere, vitatható módon megszerezte és birtokolta a zenekar 1971 előtt írt számainak kizárólagos szerzői jogát. Később a The Beatles menedzsere is volt.

## Korai évek
Klein apja magyar származású zsidó hentes volt, aki Budapestről vándorolt ki Amerikai Egyesült Államokba. Anyja meghalt, mielőtt Klein egyéves lett volna. Különböző munkahelyeken dolgozott, miközben esti iskolába járt, ahol kitűnt aritmetikai tehetsége. Az Upsala College-ban végzett 1956-ban.
Könyveléssel és könyvvizsgálattal foglalkozott a show business világában, majd saját céget alapított. Ravaszsága és kitartása révén gyorsan haladt az érvényesülés útján. Miután Sam Cooke menedzsere lett, minden szempontból átvette a felügyeletet, és új, független lemezkiadót alapított (RCA Records). Addig példa nélkül álló módon biztosította magának az összes szerzői jogdíjat, az eladott lemezek után járó jutalékot és minden más jövedelmet a jövőre nézve is.
A Cameo Records 1956-ban, leányvállalata, a Parkway 1958-ban alakult. 1964-ig ontották a slágereket a tinédzserek számára, de utána 1967-ig már csak vergődtek, mígnem Klein meg nem vette őket a The Animals, Herman's Hermits, Bobby Rydell, és Chubby Checker  összes szerzői jogaival együtt.

## A Rolling Stones
1965-ben Klein a Rolling Stones társmenedzsere lett. 1966-ban megvásárolta Andrew Loog Oldham részét is a menedzsmentben. Üzleti éleslátásával, határozottságával rábírta az énekes Mick Jaggert, hogy őt ajánlja menedzsernek a Beatleshez. Igaz, nem sokkal később már maga Jagger is kételkedett a menedzser üzleti megbízhatóságában, és a zenekar 1970-ben megvált Kleintől. Persze, későn, mert addigra Klein tulajdonába került a Rolling Stones a Deccánál szerződött összes számának a szerzői joga. Mindezt az együttes tagjainak szándékos megtévesztésével érte el, aminek aztán sokéves pereskedés lett a vége.

## A Beatles
Brian Epstein menedzser 1967-ben bekövetkezett halála után komoly problémák ütötték fel a fejüket a Beatlesnél. Epstein pótlására több személy is szóba jött, így Lord Beeching és Lee Eastman. Klein John Lennonon keresztül közelítette meg a Beatlest, miután John fél éven belüli csődöt prognosztizált a zenekarnak, ha a pénzügyi irányítást nem veszi valaki kézbe. Lennon meggyőzte George Harrisont és Ringo Starrt, hogy Klein a jó megoldás, Paul McCartney azonban határozottan Klein ellen volt, és nem írta alá a megegyezést, bár, Klein gyakorlatilag a menedzserük volt. Ez a Klein miatti alapvető nézetkülönbség nagyban hozzájárult a Beatles későbbi felbomlásához. Klein a Beatlesnél is a zenekar tagjainak tudta és beleegyezése nélkül manipulált a jogdíjakkal. Paul 1970 decemberében indított pere után Klein megvált az Apple Corpstól.

## A Beatles után
Klein segítséget nyújtott John Lennonnak és Yoko Ono-nak az Imagine lemez létrehozásához, valamint George Harrisonnak a The Concert for Bangladesh szervezéséhez. Utóbbival kapcsolatban azonban fennakadt az adóellenőrzésen. A bíróság bűnösnek mondta ki adócsalásban, amiért két hónap börtönt kapott. Később felbukkant a film üzletben is.
Alzheimer-kórban halt meg 2009. július 4-én.